# Thymus perinicus
Thymus perinicus là một loài thực vật có hoa trong họ Hoa môi. Loài này được (Velen.) Jalas miêu tả khoa học đầu tiên năm 1974.